# Lizz Tayler
Lizz Tayler (Phoenix, Arizona, 9 de junio de 1990) es una actriz pornográfica estadounidense. Debutó en marzo de 2010, a sus 20 años.

## Premios y nominaciones
- 2011 XBIZ Award nominada – New Starlet of the Year[1][2]
- 2011 XRCO Award nominada – New Starlet[3]
- 2012 AVN Award nominada – Best New Starlet[4][5]
- 2012 AVN Award nominada – Best POV Sex Scene, POV Pervert|POV Pervert 14 (Mike John/Jules Jordan) con Tim Von Swine[4][5]
- 2012 AVN Award nominada – Best Three-Way Sex Scene (G/B/B), Anarchy (Wicked Pictures) con Danny Wylde y Sascha[4][5]
- 2013 AVN Award nominada – Best POV Sex Scene, Barely Legal POV 11 con Eric John[6]